# Eppo Paul van Lanschot
Mr. Eppo Paul van Lanschot ('s-Hertogenbosch, 26 januari 1871 − Breda, 8 oktober 1940) was een Nederlands burgemeester.

## Biografie
Van Lanschot was lid van de familie Van Lanschot en een zoon van bankier en verzekeraar Godefridus Ludovicus Hubertus van Lanschot (1835-1907) en Maria Louisa Agnes van Baerle (1843-1918). Hij studeerde in 1898 af te Leiden in de rechten waarna hij zich vestigde als advocaat en procureur in zijn geboortestad. Vanaf 1907 was hij burgemeester van Breda, wat hij tot 1915 zou blijven. Hij trouwde in 1907 met jkvr. Isabella Maria Josepha Theresia Ludovica Ghislena de la Court (1882-1948), lid van de familie De la Court, met wie hij een zoon en een dochter kreeg.